# Walk a Mile in My Shoes
Walk a Mile in My Shoes è un brano musicale scritto da Joe South nel 1969. 

## Contenuto
Il titolo della canzone significa "Mettiti un po' nei miei panni" e tratta di tolleranza razziale e del bisogno di avere differenti punti di vista e comprensione.

## Cover
- Elvis Presley incluse la canzone nel suo album live On Stage del 1970.
- Billy Eckstine nell'album del 1971 Feel the Warm
- Bryan Ferry nel suo album del 1974 Another Time, Another Place.
- I Coldcut nel loro album del 2006 Sound Mirrors, con la collaborazione di Robert Owens.